# Magdalena Forsberg
Maria Magdalena Forsberg nata Wallin (Kramfors, 25 luglio 1967) è un'ex fondista e biatleta svedese, tra le più titolate nella storia del biathlon.
È moglie di Henrik, a sua volta sciatore nordico di alto livello.

## Biografia

### Carriera nello sci di fondo
Nata a Ullånger, ha fatto parte della nazionale svedese di sci di fondo fino al 1993. In tale veste ha partecipato a varie edizioni dei Mondiali, vincendo la medaglia di bronzo nella staffetta a Oberstdorf 1987 in squadra con Karin Lamberg-Skog, Annika Dahlman e Marie-Helene Östlund, e ai XV Giochi olimpici invernali di Albertville 1992, ottenendo come miglior piazzamento il 7º posto sempre in staffetta.
In Coppa del Mondo ha conquistato il primo risultato di rilievo il 15 gennaio 1988, nella 20 km a tecnica libera di Dobbiaco (12ª), e ha conquistato l'unico podio il 27 marzo dello stesso anno nella 10 km a tecnica libera di Rovaniemi.

### Carriera nel biathlon
Nel 1993 decise di passare al biathlon, guidata dall'allenatore tedesco Wolfgang Pichler. Dimostrò subito di essere - oltre che una grande fondista - anche un'ottima tiratrice. In Coppa del Mondo ha esordito nel 1994 nell'individuale di Bad Gastein (13ª) e ha conquistato la prima vittoria, nonché primo podio, nel 1995 nella sprint di Ruhpolding.
Nel 1997 vinse i suoi primi titoli mondiali, nella 15 km individuale e nella 10 km a inseguimento. Da quell'anno al 2002 si aggiudicò altri quattro titoli. In Coppa del Mondo ebbe un numero ancora maggiore di successi: sei vittorie consecutive nella classifica generale, tanto da essere proclamata "Biatleta del XX secolo".
Le mancò sempre il successo olimpico, ma non le medaglie: al termine della sua carriera, ai XIX Giochi olimpici invernali di Salt Lake City 2002, si aggiudicò due bronzi. Nonostante la sua carriera sportiva dovette continuare a svolgere la professione di commercialista, anche se solo per mezza giornata, dato che in Svezia non esiste un sistema di sostegno statale per gli sportivi, che in pratica sono costretti ad autofinanziarsi o dipendono dalla generosità degli sponsor.

### Altre attività
Dopo il ritiro la Forsberg collabora con la rete televisiva tedesca ARD in qualità di esperta per le gare di biathlon.

## Bilancio della carriera
La biatleta con il maggior numero di successi di tutti i tempi ha vinto nella stagione 2000-2001 ben quattordici gare, firmando un record ineguagliato.
Magdalena Forsberg ha vinto nella sua carriera diciassette Coppe del Mondo di specialità, alle quali si aggiungono le sei vittorie della Coppa del Mondo generale - altro primato ineguagliato - per un totale di ventitré classifiche di Coppa. Inoltre è la sola ad aver vinto per due stagioni consecutive tutte le Coppe, sia generale sia di specialità (stagioni 2000-2001 e 2001-2002).
Le otto vittorie individuali consecutive raggiunte nella stagione 2000-2001 sono un ulteriore record del biathlon: la serie di vittorie più lunga della storia di questa disciplina. Si aggiudicò: la sprint e l'inseguimento a Osrblie/Anterselva, la sprint, l'inseguimento e la partenza in linea a Oberhof, la gara sprint e l'inseguimento a Ruhpolding e la sprint ad Anterselva.
Per la Forsberg la stagione 2000-2001 si concluse dopo aver collezionato ben 1021 punti: l'atleta svedese marcò così il record del punteggio più alto mai raggiunto al termine delle competizioni di Coppa del Mondo. Il suo primato fu battuto in campo maschile da Ole Einar Bjørndalen nella stagione 2008-2009, quando totalizzò 1080 punti, e in campo femminile da Magdalena Neuner nella stagione 2011-2012 (1216 punti).
Nel biathlon, oltre a Magdalena Forsberg, solo Raphaël Poirée, Liv Grete Poirée e Ole Einar Bjørndalen hanno raggiunto sei medaglie d'oro in occasione di gare individuali ai Campionati mondiali. Nella gara a inseguimento disputatasi a Hochfilzen nel 2001 ottenne la vittoria staccando la seconda classificata, Alena Zubrylava, di 3 minuti e 13 secondi.

## Palmarès

### Biathlon

#### Olimpiadi
- 2 medaglie:
  - 2 bronzi (individuale[3], sprint[3] a Salt Lake City 2002)

#### Mondiali
- 12 medaglie:
  - 6 ori (individuale[3], inseguimento[3] a Osrblie 1997; inseguimento[3] a Pokljuka/Hochfilzen 1998; inseguimento[3] a Oslo/Lahti 2000; individuale[3], partenza in linea[3] a Pokljuka 2001)
  - 1 argento (sprint[3] a Kontiolahti/Oslo 1999)
  - 5 bronzi (sprint[3] a Ruhpolding 1996; sprint[3] a Osrblie 1997; partenza in linea[3] a Kontiolahti/Oslo 1999; individuale[3] a Oslo/Lahti 2000; inseguimento[3] a Pokljuka 2001)

#### Coppa del Mondo
- Vincitrice della Coppa del Mondo nel 1997, nel 1998, nel 1999, nel 2000, nel 2001 e nel 2002
- Vincitrice della Coppa del Mondo di individuale nel 1998, nel 2000, nel 2001 e nel 2002
- Vincitrice della Coppa del Mondo di sprint nel 1998, nel 1999, nel 2000, nel 2001 e nel 2002
- Vincitrice della Coppa del Mondo di inseguimento nel 1997, nel 1998, nel 2000, nel 2001 e nel 2002
- Vincitrice della Coppa del Mondo di partenza in linea nel 2001 e nel 2002
- 72 podi (tutti individuali[4]), oltre a quelli conquistati in sede olimpica e iridata e validi anche ai fini della Coppa del Mondo:
  - 36 vittorie
  - 17 secondi posti
  - 19 terzi posti

##### Coppa del Mondo - vittorie
| Data             | Località                      | Nazione            | Specialità |
| ---------------- | ----------------------------- | ------------------ | ---------- |
| 28 gennaio 1995  | Ruhpolding                    | Germania           | SP         |
| 14 dicembre 1995 | Oslo Holmenkollen             | Norvegia           | IN         |
| 4 gennaio 1997   | Oberhof                       | Germania           | SP         |
| 5 gennaio 1997   | Oberhof                       | Germania           | PU         |
| 13 dicembre 1997 | Östersund                     | Svezia             | SP         |
| 20 dicembre 1997 | Kontiolahti                   | Finlandia          | PU         |
| 8 gennaio 1998   | Ruhpolding                    | Germania           | SP         |
| 3 marzo 1998     | Pokljuka                      | Slovenia           | IN         |
| 7 marzo 1998     | Pokljuka                      | Slovenia           | SP         |
| 11 dicembre 1998 | Hochfilzen                    | Austria            | SP         |
| 12 dicembre 1998 | Hochfilzen                    | Austria            | PU         |
| 25 febbraio 1999 | Lake Placid                   | Stati Uniti        | SP         |
| 6 marzo 1999     | Valcartier                    | Canada             | PU         |
| 9 dicembre 1999  | Pokljuka                      | Slovenia           | SP         |
| 18 marzo 2000    | Chanty-Mansijsk               | Russia             | PU         |
| 8 dicembre 2000  | Pokljuka/Anterselva           | Slovenia/ Italia   | PU         |
| 16 dicembre 2000 | Osrblie/Anterselva            | Slovacchia/ Italia | SP         |
| 17 dicembre 2000 | Osrblie/Anterselva            | Slovacchia/ Italia | PU         |
| 5 gennaio 2001   | Oberhof                       | Germania           | SP         |
| 6 gennaio 2001   | Oberhof                       | Germania           | PU         |
| 7 gennaio 2001   | Oberhof                       | Germania           | MS         |
| 13 gennaio 2001  | Ruhpolding                    | Germania           | SP         |
| 14 gennaio 2001  | Ruhpolding                    | Germania           | PU         |
| 18 gennaio 2001  | Anterselva                    | Italia             | SP         |
| 28 febbraio 2001 | Salt Lake City Soldier Hollow | Stati Uniti        | IN         |
| 3 marzo 2001     | Salt Lake City Soldier Hollow | Stati Uniti        | PU         |
| 17 marzo 2001    | Oslo Holmenkollen             | Norvegia           | PU         |
| 6 dicembre 2001  | Hochfilzen                    | Austria            | SP         |
| 9 dicembre 2001  | Hochfilzen                    | Austria            | PU         |
| 12 dicembre 2001 | Pokljuka                      | Slovenia           | IN         |
| 16 dicembre 2001 | Pokljuka                      | Slovenia           | PU         |
| 20 dicembre 2001 | Osrblie                       | Slovacchia         | IN         |
| 22 dicembre 2001 | Osrblie                       | Slovacchia         | MS         |
| 11 gennaio 2002  | Oberhof                       | Germania           | PU         |
| 10 marzo 2002    | Östersund                     | Svezia             | PU         |
| 23 marzo 2002    | Oslo Holmenkollen             | Norvegia           | PU         |

Legenda:

IN = individuale

SP = sprint

PU = inseguimento

MS = partenza in linea

### Sci di fondo

#### Mondiali
- 1 medaglia:
  - 1 bronzo (staffetta[3] a Oberstdorf 1987)

#### Coppa del Mondo
- Miglior piazzamento in classifica generale: 17ª nel 1989
- 1 podio:
  - 1 secondo posto